# Litløya

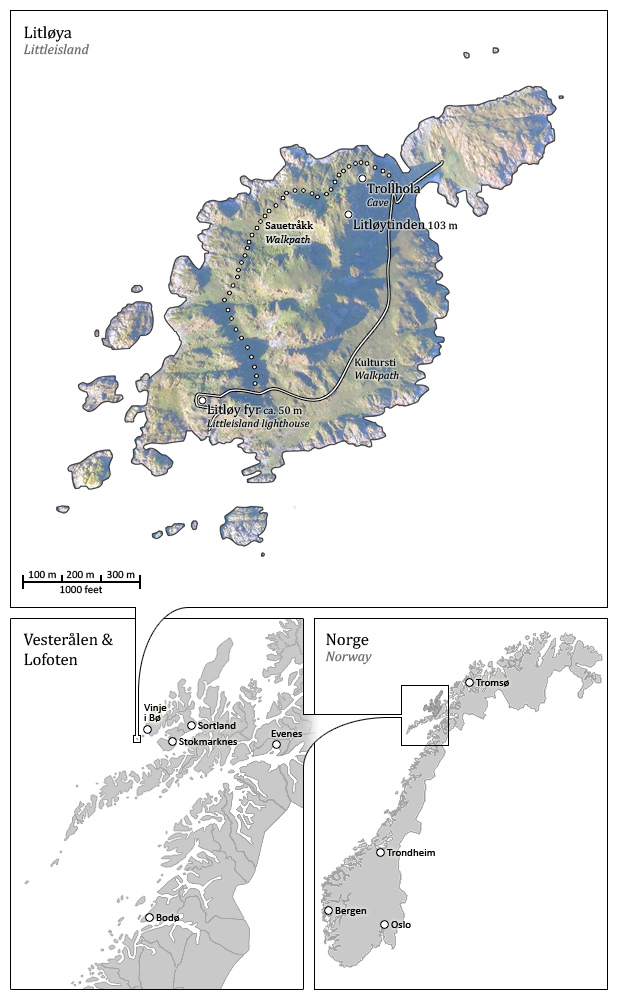
Karte

Litløya ist eine kleine Insel in der Provinz (Fylke) Nordland im Norden Norwegens. Sie liegt im äußersten Westen der Region Vesterålen, etwa 5 km südwestlich vor der Küste der Hauptinsel Langøya, und gehört zur Gemeinde Bø.

## Name
Der Name der Insel Litløya bedeutet auf Deutsch „die kleine Insel“ und leitet sich vermutlich von der Größe der Insel im Vergleich zur größeren Nachbarinsel Gaukværøya ab. In Aufzeichnungen aus dem Jahr 1567 wird die Insel noch Lille Werønn genannt, was auch auf einen Bezug zur Nachbarinsel deutet. Das norwegische Wort vær, oder altnordisch veðr, steht für Wetter und findet sich auch in anderen Ortsnamen an der norwegischen Küste wieder, etwa bei der Insel Værøya in Lofoten oder dem kleinen Küstenort Mefjordvær auf der Insel Senja. Im Laufe der Jahre wandelte sich der Name der Insel dann über Liløen im 17. und 18. Jahrhundert zum heutigen Litløya. Dabei fällt auf, dass alle früheren Namen im Gegensatz zur norwegischen Aussprache von dänischer Schreibweise geprägt waren, was auf den dänischen Einfluss während Norwegens Personalunion mit Dänemark von 1380 bis 1814 zurückzuführen sein mag.

## Topographie
Die Insel erhebt sich relativ steil und felsig aus dem Meer, ist an der höchsten Stelle 105 m hoch und verfügt auf dem Hauptteil über nur wenige grasbewachsene Stellen. Im Nordosten der Insel gibt es flachere und grasbewachsene Areale. Dort, im Bereich einer Landenge zwischen zwei Buchten, lag die ehemalige Siedlung Tarvågen. Im Norden der Insel gibt es eine Höhle, die 40 Meter tiefe Trollhola (Trollhöhle).

## Besiedlungsgeschichte
Die Anfänge der Besiedlung der Insel lassen sich nicht genau datieren. Alte Spuren deuten auf Siedlungsreste und Grabstätten aus der Eisenzeit. Aus ersten schriftlichen Aufzeichnungen geht hervor, dass die nur etwa 550 m weiter nördlich gelegene Nachbarinsel Gaukværøya mindestens ab 1450 bewohnt war. Mitte des 19. Jahrhunderts hatte die Siedlung Tarvågen im Norden von Litløya etwa 70 Einwohner. In der heutigen Zeit einsam und fernab von moderner Infrastruktur gelegen, war die Insel in früheren Zeiten durchaus ein attraktiver Wohnort für die Fischer und ihre Familien, nahe an den reichen Fischgründen vor den Küsten von Vesterålen und Lofoten gelegen. Zur Blütezeit gegen Ende des 19. Jahrhunderts lebten auf den beiden benachbarten Inseln Litløya und Gaukværøya zusammen rund 200 Menschen. Die Inseln waren zu jener Zeit bedeutende Fischereistandorte in Vesterålen und es fand dort auch Handel statt, beispielsweise mit den Pomoren aus dem Norden Russlands.
Im Jahr 1912 wurde am südwestlichen Ende der Insel der Leuchtturm Litløy fyr errichtet und in Betrieb genommen. Im äußersten Südwesten von Vesterålen gelegen, markiert dieser Leuchtturm seither die Einfahrt in den Vesterålsfjord und den Eidsfjord. Direkt beim Leuchtturm wurde auch ein Wohnhaus gebaut, in welchem der Leuchtturmwärter, sein Assistent und deren Familien unterkamen und sich zur Bevölkerung der Insel gesellten. Mit dem Aufkommen motorisierter Fischerboote jedoch verlor die exponierte Lage der Insel an Attraktivität. Die unmittelbare Nähe der Fischgründe war nicht mehr das alleinige Kriterium, und um 1930 lebten nur noch 14 ständige Bewohner auf Litløya. Auf dem Festland und der Hauptinsel Langøya lockten neue Errungenschaften wie Strom und fließendes Wasser. In den 1950er Jahren räumte die Regierung schließlich die beiden Inseln Litløya und Gaukværøya wie auch weitere entlegene Siedlungen in der Region. Die letzten verbliebenen Bewohner wurden mit staatlichen Geldern zum Wegzug bewegt und auch der Leuchtturm wurde 1957 vom Familienleuchtturm zu einer Turmstation umfunktioniert. Ab diesem Zeitpunkt waren die Angestellten des Leuchtturms die einzigen verbliebenen Bewohner der Insel. Dies änderte sich 2003, als auch die Besatzung des Leuchtturms vollends die Insel verließ, nachdem dieser bereits Jahre zuvor automatisiert worden war. Litløya war nun gänzlich entvölkert. Im Jahr 2006 verkaufte die norwegische Behörde Kystverket den Leuchtturm an Ellen Marie Hansteensen, Litløy fyr ist seither in Privatbesitz. Die neue Besitzerin machte den Leuchtturm für die Öffentlichkeit zugänglich, das dazugehörige Wohnhaus wurde renoviert und zu einem kleinen Hotel umgebaut. Seither ist die Besitzerin des Leuchtturms die einzige ständige Bewohnerin der Insel, hinzugenommen wechselnde Besucher des Hotels.
Um das Jahr 2010 wurde auf Litløya mit einer Subvention der Provinzverwaltung des Fylkes Nordland ein Kulturpfad errichtet, der Besucher über die Vergangenheit der Insel informiert. Die vormaligen Wohnhäuser Tarvågens wurden beim Wegzug der Bewohner abgebaut und als Baumaterial mitgenommen, so dass heute nur noch deren Grundmauern und einige Kaibefestigungen auf der Insel zu finden sind. Der Leuchtturm, das dazugehörige Wohnhaus sowie ein kleines Bootshaus nahe der Anlegestelle beim Leuchtturm sind heute die einzigen Gebäude auf Litløya.

## Flora und Fauna
Die kleine Insel liegt im offenen Meer und die Flora ist vom oft stürmischen Wetter geprägt. So findet man auf der Insel keine großen Bäume, lediglich einige kleinere Bäume und Büsche ducken sich in windgeschützte Nischen zwischen den Felsen. Die nichtfelsigen Areale sind mit Vegetation bewachsen, überwiegend Gras. Daneben findet man auf der Insel Heidekraut, Fetthenne und Glockenblumen sowie Blaubeeren und Moltebeeren. Trotz der Lage hoch im Norden, jenseits des nördlichen Polarkreises, ist das Klima aufgrund des Golfstroms relativ mild.
Neben Vögeln wie Möwen, Krähen und Seeadlern leben auch Nerze und Otter auf der Insel. Im Meer vor der Insel lassen sich an manchen Tagen Robben und auch einige Walarten wie etwa Orcas und Buckelwale beobachten.

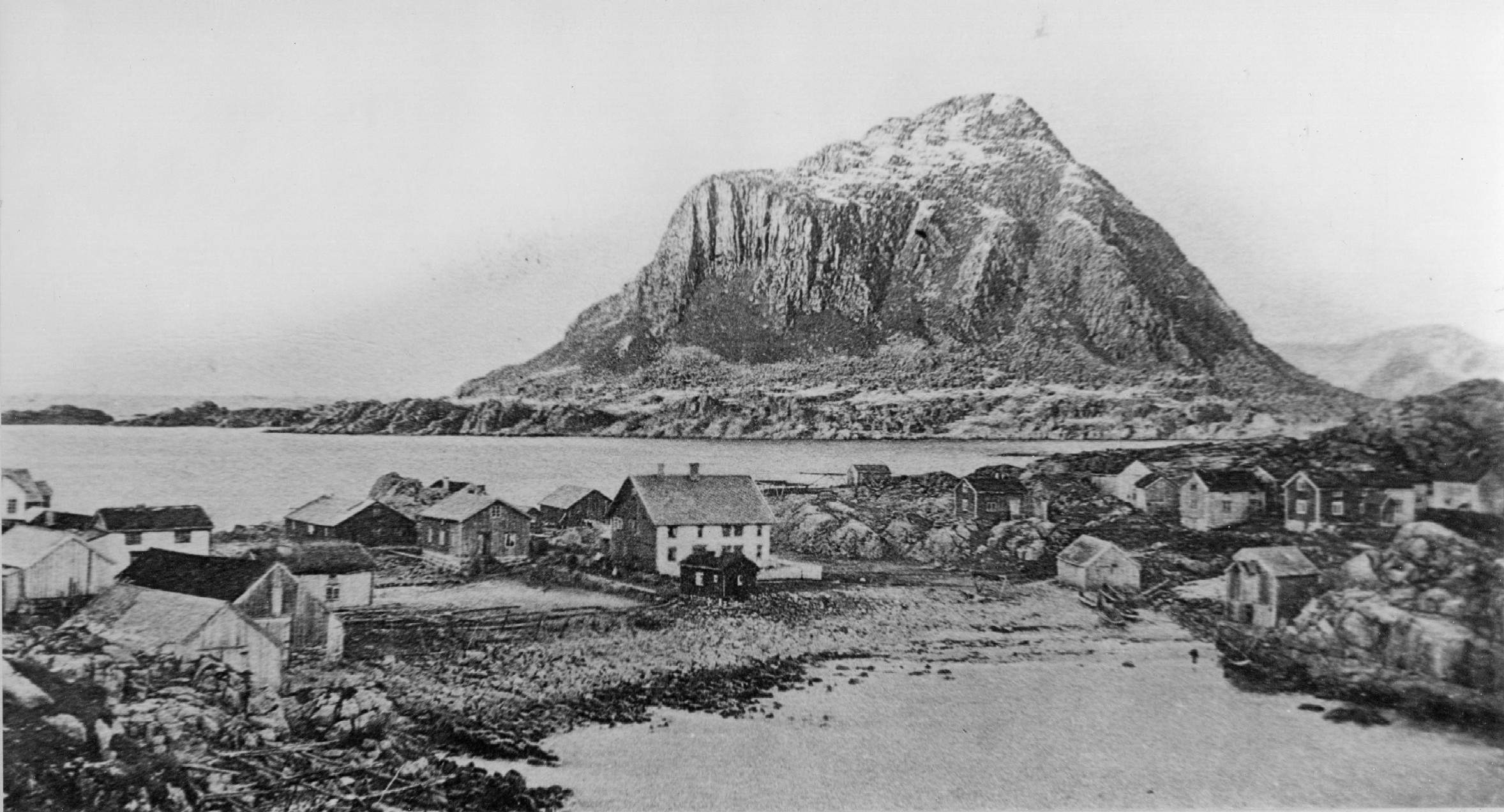
Tarvågen im 19. Jahrhundert
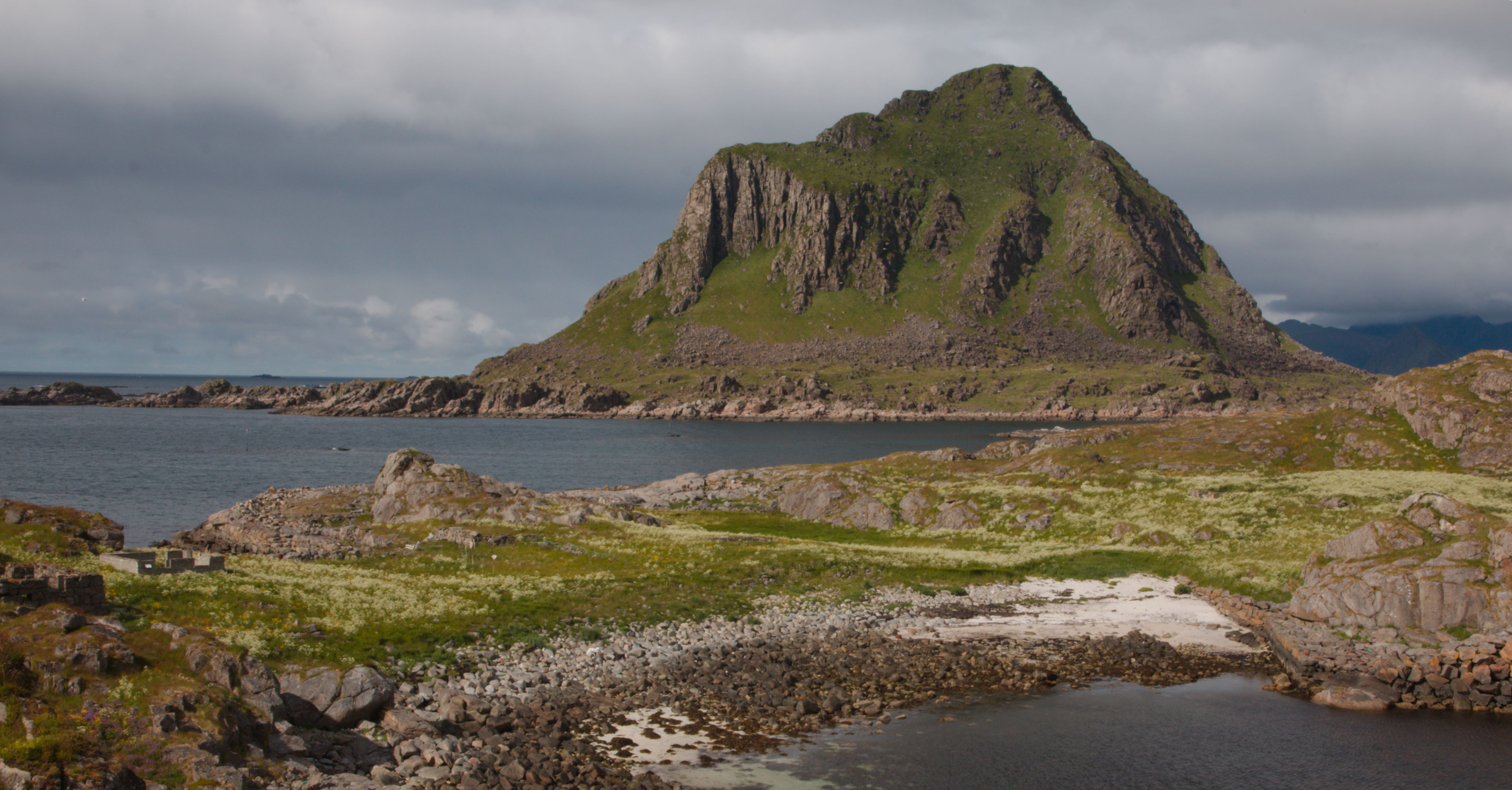
Der frühere Standort Tarvågens heute
Die Südküste Litløyas
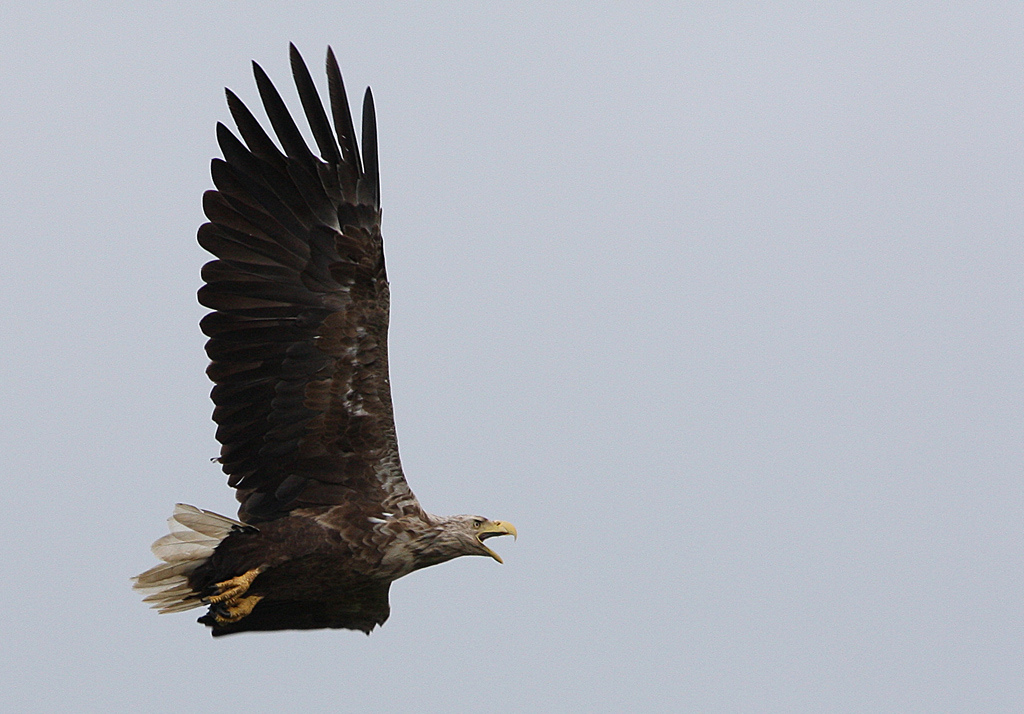
Ein Seeadler auf Litløya
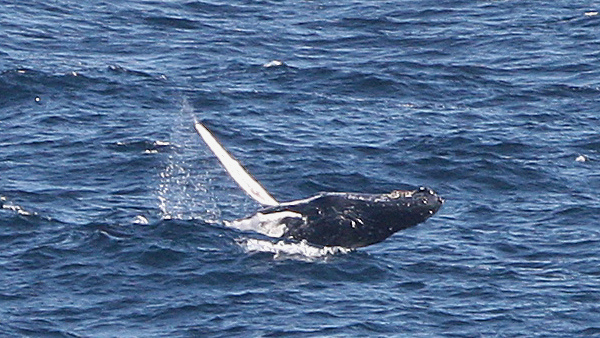
Ein springender Buckelwal vor Litløya
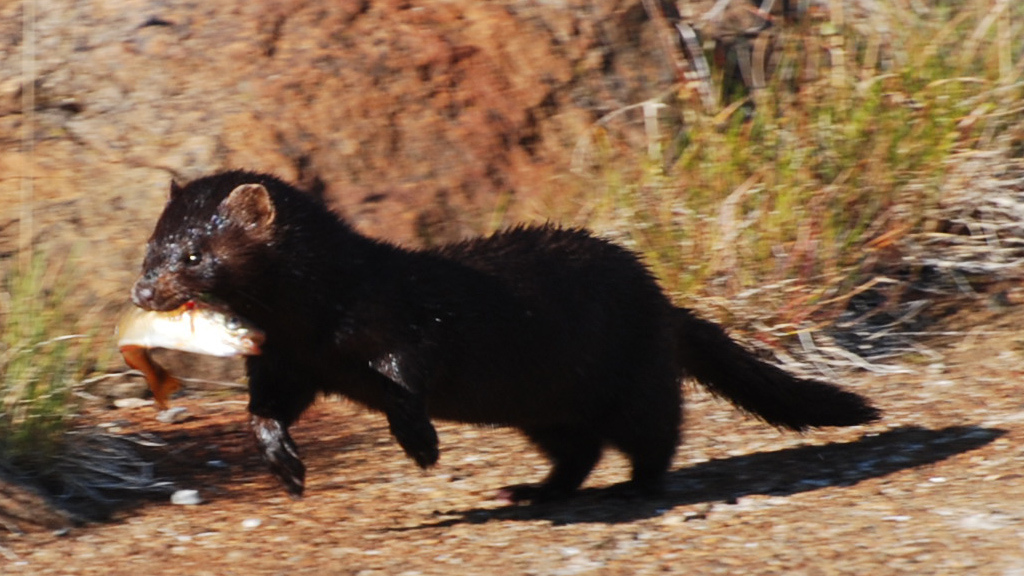
Ein Nerz mit frisch gefangenem Fisch auf Litløya